# Тома Ракијаш
Томислав „Тома“ Ракијаш (Београд, 1955 — 2008) био је српски и југословенски професионални рок музичар (гитариста група „Зона Б“ и „Балкански троугао“), новинар и сатиричар, дугогодишњи сарадник Радио Београда.
Компоновао је углавном блуз песме а између 1991. и 1996. је снимио пет албума. Такође је писао сатиричне приче, скечеве, радио игре и афоризме који су заступљени у бројним антологијама.

## Живот
1980-их година у часопису „Сабор“ је водио и уређивао самосталну сатиричну рубрику под називом „Саборизми“. Током 1990-их предводи рок групе „Deaf Note“ и „Балкански Троугао“. Био је стални сарадник сатиричних часописа „Етна“, „Носорог“ и „Сатир“. Живео је и радио у Београду.
Тома је свирао гитару и професионално се бавио музиком. Држао је музички студио „Лес Паул“ на Канаревом брду, кроз који је прошло небројено младих бендова.
Након дуге и тешке болести, преминуо је 7. октобра 2008. у 53. години живота.

## Албуми
- „Зона Б“ (1991)
- „Бестселлер“ (1991)
- „“ (1993)
- „Балкански троугао“ (1996)
- „Ја, Ти, Он“ (1996)

## Књиге
- Афоризми „Народ још јечи“ (2003)
- Афоризми „ЕЗззззз Србијо“ (2006)
- Сатиричне приче „Удар цивилизације“ (2008)

## Награде
- Друга трећа награда Радио Београда за хумористичко-сатиричну кратку форму (1987)
- Трећа награда Радио Београда за хумористичко-сатиричну кратку форму (1988)
- Прва награда за афоризме Сатиричне Позорнице Жикишон (2007)